# Ben Treffers
Benjamin Treffers (Canberra, 15 dicembre 1991) è un nuotatore australiano.

## Carriera
Fortemente specializzata nel dorso, ha vinto la medaglia di bronzo sulla distanza dei 50m a Kazan' 2015.

## Palmarès
- Mondiali

Shanghai 2011: argento nella 4x100m misti.
Kazan' 2015: bronzo nei 50m dorso.
- Giochi del Commonwealth

Gold Coast 2014: oro nei 50m dorso.
Glasgow 2018: argento nei 50m dorso.
- Universiadi

Kazan' 2013: oro nei 50m dorso e argento nei 100m dorso.